# Дальнє (Курманський район)
Да́льнє (до 1948 року — Бурчи́, крим. Burçı) — село Курманського району Автономної Республіки Крим.
Відстань від райцентру до населеного пункта становить 23 кілометрів по прямій.